# Watermolen van Eerbeek
De Watermolen van Eerbeek is een watermolen op de Eerbeekse Beek, nabij Eerbeek (Gemeente Brummen). De molen is in 2007 weer maalvaardig gemaakt en sindsdien weer open voor bezoekers. De molen is een rijksmonument. Alleen de naam van het naastgelegen café verwijst nog naar de oude korenmolen die vroeger de belangrijkste inkomstenbron was voor de familie van Zadelhoff, de oliemolen was slecht een neveninkomstenbron.

## Geschiedenis

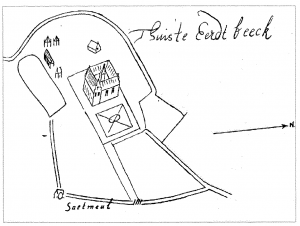
Saetmeul By Huis te EerdtBeeck

De geschiedenis van de Eerbeekse oliemolen begint met een korenmolen die behoorde tot de bezittingen van Huis te Eerbeek. De oudste vermelding dateert van 1395. In dat jaar kwam het "Huis te Eertbeeck" in handen van Vrederick van Bronchurst (een van de Heren van Bronkhorst).
De korenmolen wisselde door de jaren heen vele malen van eigenaar. Noemenswaardig is hetgeen het pachtregister uit het jaar 1682 vermeldt: "De meule voor het Huys te Eerbeek is verpacht aan Gerrit Jansen Muller voor tweehonderdvijfenenzeventig guldens, een vette gans en een koppel hoenderen".
In 1825 werd op de andere oever van de beek, tegenover de korenmolen een oliemolen gebouwd. Enkele tientallen jaren later, in 1860, werd de oliemolen naar de huidige plek verhuisd en tegen de bestaande korenmolen aangebouwd. Prof. M.W.C. Weber kocht in 1895 het landgoed Huis te Eerbeek. Zijn weduwe gaf het in 1942 in handen van de Stichting Het Geldersch Landschap. Op zijn beurt verkocht de Stichting de molen in 1950 door aan J.W. van Zadelhoff, die de molen al sinds 1908 huurde.

## Beukennootjesolie
Een korenmolen was belangrijk in het dagelijks leven maar ook een oliemolen was zeer welkom. Op de Veluwe was het vroeger gebruikelijk om "beuk te garen". Dat wil zeggen, beukennootjes verzamelen om er olie uit te slaan, het zogenaamde "beuk slaan". Het waren neveninkomsten voor kleine boeren. In de beukennootolie bakte men de fijnste pannenkoeken en oliebollen. Het restproduct, de overgebleven koeken, diende als veevoer.

## Restauratie
In 1917 was de oliemolen voor het laatst in bedrijf. De korenmolen verdween in de jaren zeventig om plaats te maken voor het huidige horecapand. In 1962 werd het totaal vergane waterrad vernieuwd. Na een restauratie van het binnenwerk in 1967 kon de oliemolen alleen "droog" draaien. Begin deze eeuw werden plannen gemaakt om de molen weer maalvaardig te maken. Met donaties van burgers, bedrijven, verenigingen, Waterschap vallei en veluwe, Het Geldersch Landschap, Provincie Gelderland, gemeente Brummen, de familie van Zadelhoff en subsidie van de Europese Unie is dat gelukt.
Op 16 november 2007, 90 jaar nadat voor het laatst gemalen werd, werd de gerestaureerde molen weer in gebruik genomen door een officiële handeling van mevrouw Drs. A.E.H. van der Kolk, gedeputeerde van de Provincie Gelderland.

## Korenmolen

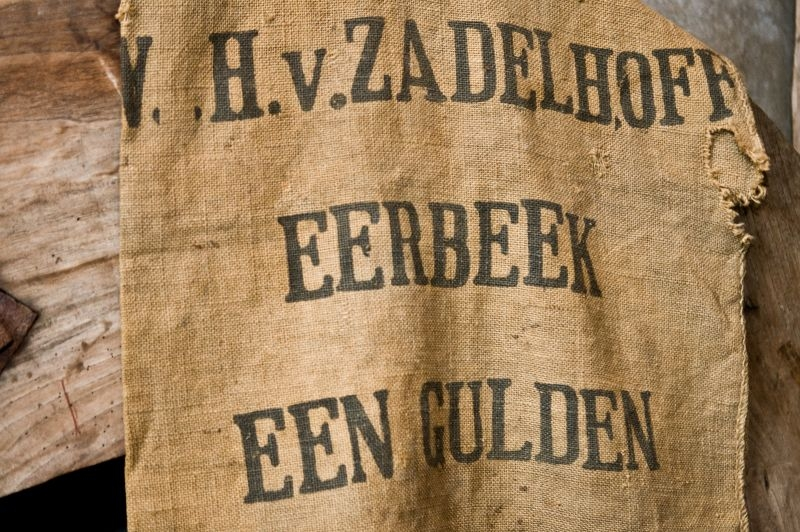
Meelzak van de korenmolen

Naast de oliemolen bevindt zich Grand café De Korenmolen. De naam verwijst naar de korenmolen die hier tot 1972 zat en is hierna opgegaan in het café. In de tijd van de korenmolen gold de regel wie het eerst komt, wie het eerst maalt dus de rest moest wachten tot ze aan de beurt waren. De vrouw van de molenaar voorzag de wachtende boeren van een kopje koffie en later op de dag van een borreltje. Het verhaal gaat dat de boeren dit erg aangenaam vonden en soms het lange wachten voor lief namen om de laatste roddels uit te wisselen. Uiteindelijk is deze "service" overgegaan in het huidige café.

## De beek
Het water waaraan de oliemolen ligt, is een sprengenbeek. Deze ontspringt bij een sprengenkop op de Veluwe. Dat is een tot op het grondwater gegraven gat, waardoor het grondwater vrij komt en gaat stromen. Door het natuurlijk hoogteverschil ontstaat zo een beek.
De sprengenbeken op de Veluwe zijn met de hand gegraven in de periode 1600 - 1800. Het stromend water leverde waterenergie voor het aandrijven van het waterrad, dat weer voor de aandrijven van het molenrad zorgde.
De Eerbeekse beek is ooit natuurlijk ontstaan en later gegraven om deze actief te houden.

## Huidige functie
De molen draait nu alleen nog als demonstratiemolen en is daarvoor in de zomermaanden regelmatig te bezoeken.